# Stanley Weber
Stanley Weber (Parigi, 13 luglio 1986) è un attore e regista francese.

## Biografia
Figlio dell'attore Jacques Weber, trascorre gran parte dell'infanzia tra cinema e teatri, ma è all'età di 14 anni, durante una rappresentazione di Cyrano De Bergerac al Théâtre de Nice, che decide di intraprendere questa carriera. Dopo alcuni ruoli a teatro, debutta sul piccolo schermo nel 2007 e lavora per alcuni anni in patria. Nel 2011 si trasferisce in Inghilterra e recita in un episodio di Poirot. Dopo un piccolo ruolo nella miniserie britannica Any Human Heart, entra nel cast della serie televisiva franco-tedesca I Borgia dove interpreta Giovanni Borgia.
Nel 2012 lavora a Budapest nel film franco-spagnolo La banda Picasso in cui interpreta il pittore e scultore Georges Braque e a Londra nell'adattamento televisivo della BBC dell'Enrico V di Shakespeare in cui interpreta il duca d'Orléans. Nello stesso anno torna al cinema a fianco di Audrey Tautou nell'adattamento di Thérèse Desqueyroux di François Mauriac, e a fianco di Karen Gillan in Not Another Happy Ending.

## Filmografia

### Cinema
- Mauvaise Prise, regia di Benoît Jeannot (2006) - cortometraggio
- À l'hôtel elle alla, elle le tu là, regia di Éponine Momenceau (2007) - cortometraggio
- Tim, regia di Jacques Girault (2007) - cortometraggio
- Le Premier Jour du reste de ta vie, regia di Rémi Bezançon (2008)
- Pieds nus sur les limaces, regia di Fabienne Berthaud (2010)
- Qu'est-ce qu'on fait?, regia di André Cavaillé (2010) - cortometraggio
- Thérèse Desqueyroux, regia di Claude Miller (2012)
- Da Coda, regia di Chloé Bourgès (2012) - cortometraggio
- Not Another Happy Ending, regia di John McKay (2013)
- Aurélia, regia di Jade Courtney Edwards (2013) - cortometraggio
- Le maillot de bain, regia di Mathilde Bayl (2013) - cortometraggio
- 11 donne a Parigi (Sous les jupes des filles), regia di Audrey Dana (2014)
- La spada della vendetta (Sword of Vengeance), regia di Jim Weedon (2015)
- Terre selvagge (Pilgrimage), regia di Brendan Muldowney (2017)
- Two Black Coffees, regia di Michael Driscoll (2017) - cortometraggio
- Adieu Bohème, regia di Cosme Castro e Jeanne Frenkel (2017) - cortometraggio
- The Great Newman, regia di Suzie Q e Leo Siboni (2018) - cortometraggio

### Televisione
- Le vrai coupable, regia di Francis Huster – film TV (2007)
- Figaro, regia di Jacques Weber – film TV (2008)
- La dame de Monsoreau, regia di Michel Hassan – film TV (2008)
- Juste un peu d'@mour, regia di Nicolas Herdt – film TV (2009)
- Luigi XV - Il sole nero (Louis XV, le Soleil noir), regia di Thierry Binisti – film TV (2009)
- Any Human Heart, regia di Michael Samuels – miniserie TV (2009)
- Poirot (Agatha Christie's Poirot) – serie TV, episodio 12x04 (2011)
- I Borgia (Borgia) – serie TV, 14 episodi (2011-2014)
- The Hollow Crown – miniserie TV, puntata 4 (2012)
- La Clinique du docteur Blanche, regia di Sarah Lévy – film TV (2014)
- Outlander – serie TV, 6 episodi (2016)
- La Sainte Famille, regia di Marion Sarraut – film TV (2017)
- Britannia – serie TV, 9 episodi (2018)
- Berlin Station – serie TV, episodi 3x06-3x07 (2019)
- L'ora della verità (Le temps est assassin) – miniserie TV, 8 puntate (2019)
- Noces d'or, regia di Nader T. Homayoun – film TV (2019)
- Fugueuse – miniserie TV, 5 puntate (2021)
- Une affaire française – miniserie TV, 6 puntate (2021)
- L'isola delle trenta bare (L'île aux 30 cercueils) – miniserie TV, 6 puntate (2022)
- Nettare degli dei (Drops of God) – miniserie TV (2023)

## Doppiatori italiani
Nelle versioni in italiano delle opere in cui ha recitato, Stanley Weber è stato doppiato da:
- Simone D'Andrea in Nettare degli dei, L'isola delle trenta bare
- Marco Vivio ne I Borgia, L'ora della verità
- Francesco Prando in Britannia
- Stefano Billi in Outlander
- Daniele Raffaeli in Terre selvagge

## Teatro
- 2005: Le Mal à dire, messo in scena da Léon Masson
- 2006: Richard Ier Cœur de Lion, messo in scena da Vytas Kraujelis
- 2007: La Nuit s'est abattue comme une vache, mise en scène Léon Masson
- 2007: Si ce n'est toi, messo in scena da Charles Petit
- 2008 : Macbeth di William Shakespeare, messo in scena da Katharina Stegemann
- 2008: L'Épouvantail, messo in scena da Garry Michael White, commesso di scene Pierre Giafferi
- 2008: Le Chevalier de la lune, commesso di scene Pierre Giafferi
- 2008: Comment prendre 5 ans en l'espace de 2 h d'avion?
- 2009: César, Fanny, Marius d'après Marcel Pagnol, messo in scena da Francis Huster: Marius
- 2010: Macbeth di William Shakespeare, messo in scena da John Baxter
- 2010: Much ado about nothing di William Shakespeare, messo in scena da Stephen Jameson
- 2012: L'Épreuve de Marivaux, mise en scène Clément Hervieu-Léger, Scène nationale Évreux-Louviers, Théâtre de l'Ouest parisien, Théâtre des Treize Vents, Théâtre Firmin Gémier / La Piscine, Théâtre de l'Union, tournée
- 2015: Anna Christie d'Eugène O'Neill, messo in scene da Jean-Louis Martinelli, Théâtre de l'Atelier
- 2017: Le Pays Lointain di Jean-Luc Lagarce, messo in scena da Clément Hervieu-Léger, Théâtre national de Strasbourg
- 2018: Le Pays Lointain de Jean-Luc Lagarce, messo in scena da Clément Hervieu-Léger, Théâtre des Célestins, tournée